# Myxomolgus proximus
Myxomolgus proximus is een eenoogkreeftjessoort uit de familie van de Sabelliphilidae. De wetenschappelijke naam van de soort is voor het eerst geldig gepubliceerd in 1973 door Humes & Stock.